# Classe Meteoro
La classe Meteoro o BAM (del castellà: Buque de Acción Marítima) és una classe de vaixell del tipus patruller. De disseny modular, es pot adaptar per a diferents propòsits sobre una base comuna que permet combinar versatilitat amb un alt rendiment. El BAM és fabricat per Navantia per a l'Armada Espanyola.

## Antecedents
Ideat amb estreta col·laboració entre l'Armada i Navantia, el projecte dels BAM es va començar a gestar l'any 2002 com a concordança al nou teatre estratègic internacional, dissenyat sobretot com una unitat molt polivalent, aquest vaixell assumirà també les altres missions pròpies de la Força d'Acció Marítima de l'Armada.
El BAM és concebut com un vaixell que ha de permetre una màxima eficiència en la logística i una optimització dels recursos humans per executar missions de control en el mar en escenaris de baixa intensitat, amb capacitat de dissuasió i reacció davant amenaces convencionals de poca envergadura, tot això especialment en escenaris oceànics o allunyats del territori nacional.
El vaixell disposarà d'una coberta de vol a popa de l'hangar (el qual és integrat en la superestructura), amb unes dimensions de 24,7 × 13,5 metres, que permetrà les operacions d'enlairament i abastament en vol estacionari i d'aprovisionament vertical d'helicòpters.
El BAM estarà dotat d'un alt nivell d'automatització, especialment mitjançant un sistema integrat de control de plataforma, que incorpora tots els avanços en aquest camp desenvolupats en els darrers anys per Navantia per als vaixells de l'Armada.

## Habitabilitat i flexibilitat
Una característica rellevant del disseny és l'alt estàndard d'habitabilitat per a la dotació bàsica com per al personal de transport i incorpora els mitjans més actuals quant a confort, control mediambiental i disseny ergonòmic, de manera que es facilitin les condicions de vida a bord, permetent l'operació de la nau en llocs allunyats de les bases durant períodes perllongats.
La previsió bàsica és que es construeixin en quantitat de 10+6 opcions. Ja són en servei els quatre primeres unitats, en construcció les 2 següents i ajornada la construcció de la resta. En principi, substituiran els patrullers de les classes Barceló, Anaga, Conejera, Toralla i Descubierta. També està previst que un BAM reemplaci al vaixell oceanogràfic Las Palmas (A-52), un altre, el vaixell d'intel·ligència Alerta (A-111) i un altre més a la nau de salvament i rescat Neptuno (A-20).

## Perfil de la missió
Aspectes importants del desenvolupament són els relatius a les missions dins de l'àmbit de la interacció del BAM amb altres institucions de l'Estat col·laborant amb les Forces i Cossos de Seguretat de l'Estat en les missions de policia marítima, de vigilància, de salvament i de lluita contra la contaminació marina amb la possible col·laboració en tasques de caràcter humanitari desplaçant equip mèdic i material diversos per a catàstrofes humanitàries.

### Un vaixell polivalent per a múltiples missions
- Presència naval.
- Protecció i escorta.
- Rescat i salvament.
- Ajuda humanitària i sanitària.
- Vigilància i suport mediambiental.
- Lluita contra catàstrofes mediambientals.
- Nau de suport mèdic i logístic a vaixells menors.
- Vaixell de comandament MCM.

### Operacions contra el tràfic il·lícit
- Substàncies estupefaents.
- Armes i material il·legal.
- Persones i òrgans.

## Tipus de vaixell
Una de les característiques més importants del BAM és el concepte d'una plataforma comuna per a missions molt variades, sobre la qual es poden construir una gran varietat de vaixells segons les necessitats de l'Armada.

### BAM Hidro-Oceanogràfic
- Coberta de vol per a helicòpter mitjà (Lynx) sense hangar.
- Personal transportat a bord: 20 científics
- Locals científics: laboratori biològic, electrònic, geològic, meteorològic i fotogràfic
- Sala de dibuix, centre de dades, local d'equips electrònics, taller d'electrònica, sala de submarinisme amb càmara hiperbàrica, local de sondes i local de transductors.
- Local de gravimetria, panyol de recanvis, sala d'oceanografia.
- Hèlixs transversals a proa i a popa
- Pescants: portal de popa per a oceanografia i sonar remolcat, pescant lateral, pescant lateral per extracció de plàncton
- Possibilitat d'estiba de contenidors científics en la coberta
- Sónar d'escombratge lateral VDS (Freqüència Mitjana/Alta) sónar i sonda paramètrica

### BAM Col·lector d'Intel·ligència
- Zona d'evacuació mèdica Medevac (sense coberta de vol ni hangar).
- Personal de transport: 20 especialistes de missió
- Dos grans locals SIGINT, 
  - Per a zones de treball (sala d'operadors, oficina, analistes i lingüistes, zona de control total OTAN).
  - Zona de treball pels equips, immediatament superior comunicat directament amb la coberta.
- Dos pals rígids per a antenes i ràdars i un pal per a telefonia mòbil a proa.
- Capacitat de patrulla fins a 3 mesos
- Possibilitat d'ancoratge de contenidors en la coberta.
- Autonomia de queviures, aigua potable i combustible: mínim 8.000 milles a 10 nusos
- UPS amb la seva refrigeració; Protecció NBQ; compartiment de radi aïllat.
- Batimetre, termògraf i telèfon submarí; cabrestant potent per a remolc.
- Disposició d'habitació aïllant personal per la tripulació i el personal d'intel·ligència.
- Control de pas a zones restringides amb targetes magnètiques; sistema de televisió per satèl·lit; aula multimèdia;
- Gran capacitat d'emmagatzematge de recanvis
- Sonar lineal remolcat i sonar cilíndric.

### BAM de Salvament i Rescat
- Zona Vertrep (sense coberta de vol ni hangar).
- Personal transportat a bord: 20 bussos
- Hangar per a vehicle submarí tripulat de l'OTAN. Vehicle no tripulat.
- Portal per als equips anteriors i pel sonar remolcat.
- Dos equips ADS amb el seu pescant i gigre; telèfon submarí.
- Contenidors estancs cilíndrics (POD) per a subministrament de provisions d'urgència.
- Sala d'operacions (mini UCI), tres cambres hiperbàriques.
- Sistema de combat SCOMBA desenvolupat per Navantia Sistemes per a l'Armada Espanyola.
- Hèlixs transversals a proa i a popa.
- Autonomia de combustible: mínim 8.000 milles a 10 nusos.
- Sonar d'escombratge lateral VDS, sonar i sonda paramètrica

## Capacitats
El seu port, similar al d'una corbeta, li permet disposar de capacitat per proporcionar una gran autonomia, allotjar a la dotació bàsica i al personal de transport amb un alt estàndard d'habitabilitat, operar amb helicòpters, romandre en el mar durant llargs períodes sense sotmetre al personal a fatigues excessives i de disposar d'un sistema de combat avançat basat en el nucli comú del SCOMBA, amb un alt grau d'interoperabilitat amb altres unitats de l'Armada per a teatres operacionals.

## Unitats
Tot i que calia esperar a que les primeres unitats entressin en servei a partir del 2010, la primera unitat, no va entrar en servei fins a juliol de 2011. La construcció va començar el 4 d'octubre de 2007 amb el tall de la primera planxa i es va col·locar sobre la grada el primer d'ells el 13 de març de 2009 en la drassana de San Fernando-Puerto Real. En juny de 2009, el Secretari d'Estat de Defensa va confirmar al Congrés l'inici del procediment per a la construcció d'una segona sèrie sense especificar el seu nombre, que l'Armada esperava que estigués formada per entre 4 i 8 unitats addicionals.
Mitjançant una esmena als pressupostos generals de l'estat, que va consignar una partida de 33 milions d'euros, necessari per al primer any d'obres, es va aprovar l'inici de la construcció de la segona sèrie de quatre naus, que podrien construir-se entre 2011 i 2015, ampliant-se posteriorment aquesta nova sèrie a 5 naus, dels quals, 3 serien vaixells del tipus patrullers d'altura, un vaixell oceanogràfic, i una nau de salvament i rescat. Aquests dos darrers són cofinançats pels ministeris de Ciència i Innovació i pel Ministeri de Cultura respectivament, es va retardar la construcció d'aquesta nova sèrie, a causa de la situació de crisi segons l'anunciat pel cap d'estat major de la defensa, l'almirall Fernando García Sánchez.
El juny de 2008 se'ls va assignar noms i numerals dels quatre primers el juny de 2008. Pel que fa a la segona sèrie, el 24 de maig de 2013, Pedro Argüelles, secretari d'Estat de Defensa va declarar al Congrés dels Diputats que «no està rebutjada, només ajornada».
El 7 de maig de 2014 la SEPI va anunciar que s'havia aprovat la construcció de dues noves unitats, una a les drassanes gaditanes de Puerto Real San Fernando i l'altre al Ferrol. El primer tall de la planxa en aquests naus, es va efectuar simultàniament a les drassanes de la badia de Cadis i les drassanes de la ria de Ferrol el 5 de desembre de 2014. Al Butlletí Oficial de l'Estat del 26 de juny de 2015 es va publicar l'Ordre DEF/1564/2015 que fixava els noms d'aquests dos vaixells com a Audaz (P-45) i Furor (P-46).
| Numeral | Vaixell   | Drassana                 | Posada en la grada     | Botat                | Assignat             | Imatge |
| ------- | --------- | ------------------------ | ---------------------- | -------------------- | -------------------- | ------ |
| P-41    | Meteoro   | San Fernando-Puerto Real | 13 de març de 2009     | 16 d'octubre de 2009 | 28 de juliol de 2011 |        |
| P-42    | Rayo      | San Fernando-Puerto Real | 3 de setembre de 2009  | 18 de maig de 2010   | 26 d'octubre de 2011 |        |
| P-43    | Relámpago | San Fernando-Puerto Real | 17 de desembre de 2009 | 6 d'octubre de 2010  | 6 de febrer de 2012  |        |
| P-44    | Tornado   | San Fernando-Puerto Real | 5 de maig de 2010      | 21 de març de 2011   | 19 de juliol de 2012 |        |